# Alpaida latro
Alpaida latro es una especie de araña tejedora de orbe del género Alpaida, de la familia Araneidae, orden Araneae. Fue descrita por Fabricius en 1775.
Se distribuye por América del Sur: Brasil, Uruguay, Paraguay y Argentina. Fue publicada en Systema entomologiae, sistens insectorum classes, ordines, genera, species, adiectis, synonymis, locis descriptionibus observationibus. Libraria Kortii, Flensbvrgi Et Lipsiae. Kortensche Buchhandlung, Flensburg & Leipzig 832 Pp. (Araneae, Pp. 431-441).